# Simon Episcopius

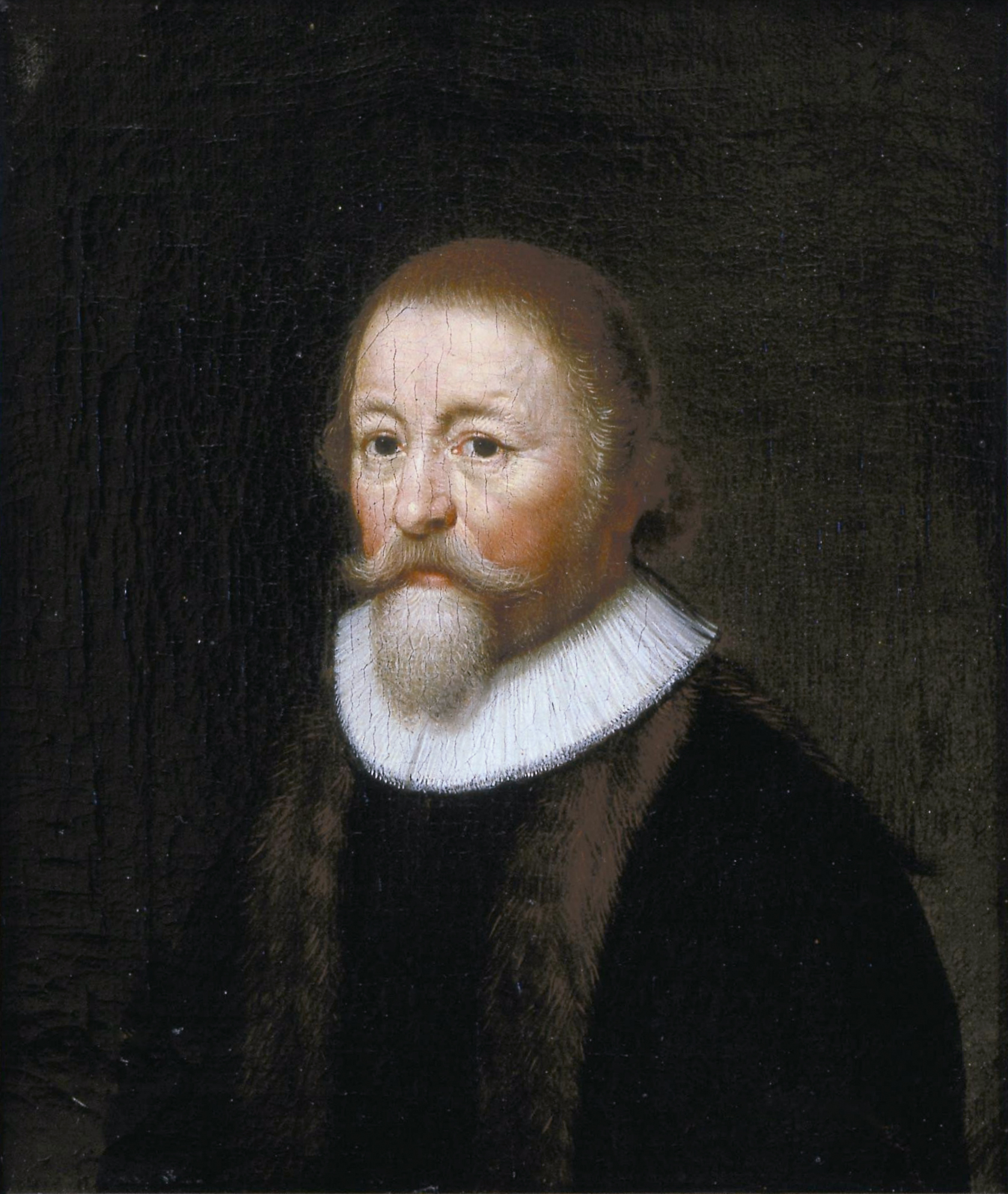
Simon Episcopius

Simon Episcopius (oorspronkelijk: Simon Bisschop) (8 januari 1583 te Amsterdam - 4 april 1643 te Amsterdam) was een Nederlandse protestantse theoloog en hoogleraar van de remonstrantse richting. Hij was een van de belangrijkste woordvoerders van deze richting na het overlijden van Jacobus Arminius, de grondlegger van de remonstrantse theologie. Episcopius speelde een grote rol bij de opbouw van de remonstrantse broederschap nadat hun opvattingen tijdens de Synode van Dordrecht (1618-1619) veroordeeld waren.

## Biografie
Episcopius stamde uit een Amsterdamse patriciërsfamilie. Zijn ouders overleden toen hij nog jong was, zodat hij een beurs van de stad Amsterdam nodig had om te kunnen studeren in Leiden. Hier volgde hij van 1600 tot 1609 colleges filosofie en theologie, bij onder anderen Jacobus Arminius, die grote invloed op hem had. Hij voltooide zijn studie met lessen in het Hebreeuws aan de universiteit van Franeker onder leiding van Johannes Drusius. In januari 1610 behoorde Episcopius tot de ondertekenaars van de Remonstrantie, waaraan de remonstranten hun naam ontleenden. In hetzelfde jaar werd hij predikant te Bleiswijk. In 1611 was hij met Johannes Wtenbogaert een van de twee remonstrantse vertegenwoordigers op de Haagse conferentie, die door de Staten van Holland en West-Friesland georganiseerd waren met het doel het conflict tussen remonstranten en contra-remonstranten (of arminianen en gomaristen) bij te leggen.
In 1612 werd Epsicopius benoemd tot hoogleraar theologie aan de Leidse universiteit, als opvolger van Franciscus Gomarus. Zijn inaugurele rede over het recht van de overheid in kerkelijke zaken riep zo veel weerstand op dat zijn colleges door de curatoren van de universiteit onder toezicht werden gesteld. Hierna hield hij zich in zijn colleges vooral bezig met uitleg van de Bijbel. Toch kwam hij in een hevig conflict met de plaatselijke predikant Festus Hommius en in mindere mate met zijn collega-hoogleraar Johannes Polyander van Kerckhoven. Episcopius had bij de gomaristen een zeer slechte reputatie en een reis naar Parijs in 1615 leidde tot een stroom van geruchten dat hij aan de omgang met jezuïeten de voorkeur gaf boven die met gereformeerden. In 1617 werd het huis van zijn broer Rem Bisschop, die woonde in het door contraremonstranten beheerste Amsterdam, geplunderd door een woedende menigte.
Hoewel hij als hoogleraar officieel adviseur zou moeten zijn geweest op de Synode van Dordrecht (1618-1619) werd hij als remonstrants theoloog een van de gedaagden. Het betekende meteen het einde van zijn hoogleraarschap. Op de synode was hij de voornaamste woordvoerder van de remonstranten. Als gevolg van de veroordeling van het remonstrantse standpunt en zijn weigering om dit af te zweren moest Episcopius de Republiek verlaten. Na een kort verblijf te Waalwijk, vestigde hij zich in Antwerpen waar in 1619 de Remonstrantse Broederschap werd opgericht. Hij vervaardigde op verzoek hiervan een geloofsbelijdenis, die in 1621 werd gepubliceerd. Na de afloop van het Twaalfjarig Bestand in 1621 moest Episcopius de zuidelijke Nederlanden verlaten. Hij trok hierna enkele jaren door Frankrijk.
In 1626 keerde Episcopius terug naar Nederland. Hij werd predikant van de remonstrantse gemeenten in Rotterdam en Amsterdam en was vanaf 1634 hoogleraar aan het in dat jaar opgerichte Remonstrantse seminarie, een predikantenopleiding die aanleunde bij het twee jaar voordien gestichte Amsterdamse Athenaeum Illustre. Dit bleef hij tot aan zijn overlijden in 1643. Hij was een oudoom van de remonstrantse theoloog Philipp van Limborch die zijn biografie schreef en een deel van zijn nalatenschap uitgaf.

## Theologie
Episcopius was als theoloog duidelijk een leerling van Arminius. Hij verdedigde diens opvatting dat de uitverkiezing van mensen door God is gebaseerd op het geloof van de mens, dat God van tevoren voorzien heeft. Meer dan Arminius beklemtoonde Episcopius dat de mens een vrije wil heeft. Hij was ook stelliger dan zijn leermeester in het erkennen van de mogelijkheid dat een gelovige zijn geloof kan verliezen.
Als basis van de theologie zag Episcopius de Bijbel. Hij wil de meest zuivere tekst hiervan gebruiken, volgens hem voor het Nieuwe Testament de editie van Erasmus. Ook wijst hij een grote invloed van de filosofie op de theologie af, evenals het bestaan van een natuurlijke openbaring los van de Bijbel. Hij ziet weinig ruimte voor een conflict tussen de rede en de Bijbel, die hij als "helder en doorzichtig" beschouwt. In de praktijk leidde dit tot een weinig kritische houding ten opzichte van een rationalistische uitleg van de Bijbel. Dit leidde tot het verwijt dat hij sociniaanse gevoelens zou hebben, de ketterij aller ketterijen voor de 17e-eeuwse gereformeerde theologen.
In 1629 schreef hij een verdediging van de remonstrantse geloofsbelijdenis waarin hij op theologische gronden opriep tot tolerantie: Apologia pro Confessione Remonstrantium. Zijn pleidooi voor tolerantie weerhield hem er niet van om een groot aantal polemische geschriften uit te geven tegen gereformeerden, rooms-katholieken en doopsgezinden.

## Voornaamste publicaties
- Belijdenisse ofte verklaringhe van 't ghevoelen der leeraren, die in de gheunieerde Neder-landen Remonstranten worden ghenaemt, over de voornaemste articulen der christelijcke religie (z.pl., 1621; 6e druk: Rotterdam, 1737; Latijn: Confessio sive declaratio sententiae pastorum qui in Foederato Belgio Remonstrantes vocantur super praecipuis articulis religionis Christianae Harderwijk, 1622; Engelse vertaling: The confession or declaration of the ministers or pastors, which in the United Provinces are called Remonstrants, concerning the chief points of Christian religion (Londen, 1676)
- Verdediging van de Confessie der Remonstranten (z.pl., 1627)
- Apologia pro confessione sive declaratione sententiae eorum, qui in Foederato Belgio vocantur Remonstrantes, super praecipuis articulis religionis christianae. Contra Censuram quatuor professorum Leidensium: inscripta nobilibus, prudentibus ac potentibus d.d. deputatis et consiliariis Ordinum Hollandiae et West-Frisiae (z.pl., 1629)
- De kracht der God-salicheyt, vermorst en vermorselt deur Iacobi Triglandii (z.pl., 1632)
- De rechte outheyt van seven propositien of articulen dienende tot bewijs, dat de teghen-woordige roomsche kercke, af-gheweken is van het gheloof (Rotterdam, 1633; 4e druk: Rotterdam, 1644)
- Dool-hof der paus-gesinden, ofte bewijs dat de papisten gheen reden konnen gheven van de voornaemste stucken haers geloofs (Haarlem, 1636 ; 6e druk: Haarlem, 1644)
- Tractaet van 't ampt der overheydt, dat is, of een christen gheoorloft zy het selve te bedienen (Haarlem, 1639; 2e druk: Amsterdam, 1645)
- Antwoort op de Proeve van Abrahamus Heydanus, tegen de Onderwysinge in de christelijcke religie, na de belijdenisse der Remonstranten (Rotterdam, 1643; 2e druk: Rotterdam, 1644)
- Opera theologica (1e deel: Amsterdam, 1655; 2e deel: Amsterdam/Gouda/Rotterdam, 1665; 2e druk: Den Haag/Londen, 1678)